# Gigi Perreau
Pour les articles homonymes, voir Perreau.
Gigi Perreau est une actrice américaine, née Ghislaine Elizabeth Marie Thérèse Perreau-Saussine le 6 février 1941 à Los Angeles (Californie).

## Biographie
Née d'un père français et d'une mère américaine, Gigi Perreau (nom de scène) fait carrière au cinéma principalement de la petite enfance à l'adolescence, dans une trentaine de films américains — produits notamment par la Metro-Goldwyn-Mayer —. Elle apparaît pour la première fois à un an et demi, dans Madame Curie de Mervyn LeRoy (1943, avec Greer Garson et Walter Pidgeon). Par la suite, citons Yolanda et le Voleur de Vincente Minnelli  (1945, avec Fred Astaire et Lucille Bremer), Passion immortelle de Clarence Brown (1947, avec Katharine Hepburn et Paul Henreid), Mon cow-boy adoré de George Marshall (1950, avec Irene Dunne et Fred MacMurray) et L'Homme au complet gris de Nunnally Johnson (1956, avec Gregory Peck et Jennifer Jones).
Sœur cadette de l'acteur Peter Miles (né Gerald Richard Perreau-Saussine, 1938-2002), elle tourne six films à ses côtés dans les années 1940, dont Vous qui avez vingt ans d'Irving Reis (1948, où ils tiennent enfants les rôles repris par David Niven et Teresa Wright).
Après quelques films jeune adulte jusqu'en 1967 et une co-production américano-japonaise en 1977, elle ne revient au grand écran qu'en prêtant sa voix à deux films d'animation 3D belges de Ben Stassen, Fly Me to the Moon (2008) et Le Voyage extraordinaire de Samy (2010), avant un ultime film américain (à ce jour) sorti en 2011.
Pour la télévision, dès 1953, Gigi Perreau collabore à trente-sept séries américaines, dont Perry Mason (deux épisodes, 1958-1964), la série-western L'Homme à la carabine (deux épisodes, 1960-1961) et surtout, l'intégrale d’Ombres sur le soleil (trente épisodes, 1961-1962, dans le rôle de Kathy Richards). Sa dernière prestation (à ce jour) au petit écran est dans Auto-patrouille, avec un épisode diffusé en 1974.
Depuis 1960, pour sa contribution à la télévision, une étoile lui est dédiée sur le Walk of Fame d'Hollywood Boulevard.     

## Filmographie partielle

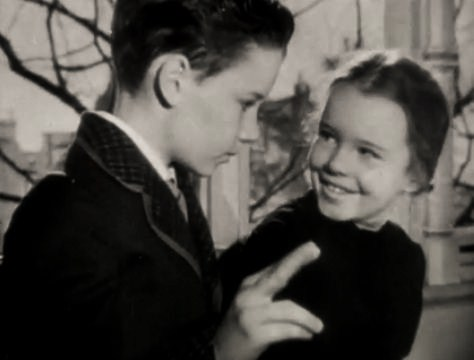
Avec son frère Peter Miles, dans le film Vous qui avez vingt ans (1948)

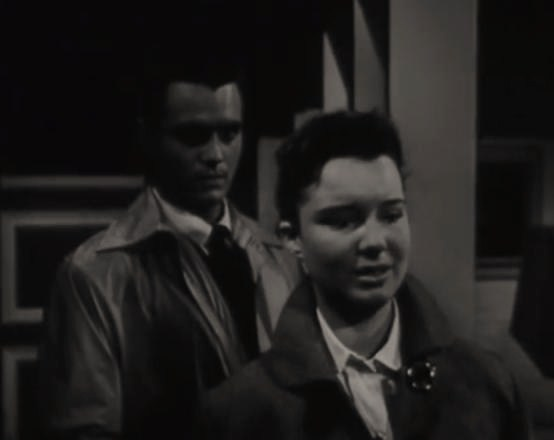
Avec William Reynolds, dans le film Demain est un autre jour (1956)

### Cinéma
(films américains, sauf mention contraire)
- 1943 : Madame Curie (titre original) de Mervyn LeRoy : Eve à un an et demi
- 1944 : Femme aimée est toujours jolie (Mr. Skeffington) de Vincent Sherman : Fanny à deux ans
- 1944 : Deux Jeunes Filles et un marin (Two Girls and a Sailor), de Richard Thorpe : Jean à deux ans et demi
- 1944 : La Septième Croix (The Seventh Cross) de Fred Zinnemann : Annie Roeder
- 1944 : Dark Waters d'André De Toth : Une petite fille
- 1945 : Yolanda et le Voleur (Yolanda and the Thief) de Vincente Minnelli : Gigi
- 1946 : À chacun son destin (To Each His Own) de Mitchell Leisen : Virgie Ingham
- 1947 : L'Île enchantée (High Barbaree) de Jack Conway : Nancy à cinq ans
- 1947 : Passion immortelle (Song of Love) de Clarence Brown : Julie
- 1947 : Le Pays du dauphin vert (Green Dolphin Street) de Victor Saville : Veronica
- 1948 : Vous qui avez vingt ans (Enchantment) d'Irving Reis : Lark enfant
- 1948 : Ma femme et ses enfants (Family Honeymoon) de Claude Binyon : Zoe
- 1949 : Tête folle (My Foolish Heart) de Mark Robson : Ramona
- 1949 : Roseanna McCoy d'Irving Reis et Nicholas Ray : Allifair McCoy
- 1950 : On va se faire sonner les cloches (For Heaven's Sake) de George Seaton : Item
- 1950 : Mon cow-boy adoré (Never a Dull Moment) de George Marshall : Tina
- 1951 : The Lady Pays Off de Douglas Sirk : Diana Braddock
- 1951 : Week-End with Father de Douglas Sirk
- 1951 : Reunion in Reno de Kurt Neumann : Margaret « Maggie » Angeline Linaker
- 1952 : Qui donc a vu ma belle ? (Has Anybody Seen My Gal) de Douglas Sirk : Roberta Blaisdell
- 1956 : Demain est un autre jour (There's Always Tomorrow) de Douglas Sirk : Ellen Groves
- 1957: Dance with me Henry (Deux nigauds dans le pétrin): Shelley
- 1956 : L'Homme au complet gris (The Man in the Gray Flannel Suit) de Nunnally Johnson : Susan Hopkins
- 1958 : The Cool and the Crazy de William Witney : Amy
- 1958 : Sur la piste de la mort (Wild Heritage) de Charles F. Haas : « Missouri » Breslin
- 1961 : Les Lycéennes (Tammy Tell Me True) d'Harry Keller : Rita
- 2008 : Fly Me to the Moon de Ben Stassen (film d'animation belge) : Amelia (voix)
- 2010 : Le Voyage extraordinaire de Samy (Sammy's avonturen : De geheime doorgang) de Ben Stassen (film d'animation belge) : Un dauphin (voix)

### Séries télévisées
- 1958-1964 : Perry Mason, première série
  - Saison 1, épisode 27 The Case of the Desperate Daughter (1958) d'Arthur Hiller : Doris Bannister
  - Saison 8, épisode 4 The Case of the Sleepy Slayer (1964) de Jesse Hibbs : Phyllis Clover
- 1959 : Alfred Hitchcock présente (Alfred Hitchcock Presents)
  - Saison 5, épisode 14 Abus de confiance (Graduating Class) d'Herschel Daugherty : Gloria Barnes
- 1960 : Laramie
  - Saison 2, épisode 7 The Dark Trail de Francis D. Lyon : Celie Bronson
- 1960 : Rawhide
  - Saison 3, épisode 8 L'Argent de Dieu (Incident at Poco Tiempo) de Ted Post : Sœur Joan
- 1960-1961 : L'Homme à la carabine (The Rifleman)
  - Saison 2, épisode 22 Heller (1960) de Joseph H. Lewis : Heller Chase
  - Saison 3, épisode 33 Death Trap (1961) d'Arnold Laven : Carrie Battle / Vickie Battle
- 1961 : Intrigues à Hawaï (Hawaiian Eye)
  - Saison 2, épisode 31 It Ain't Cricket : Tina Robertson

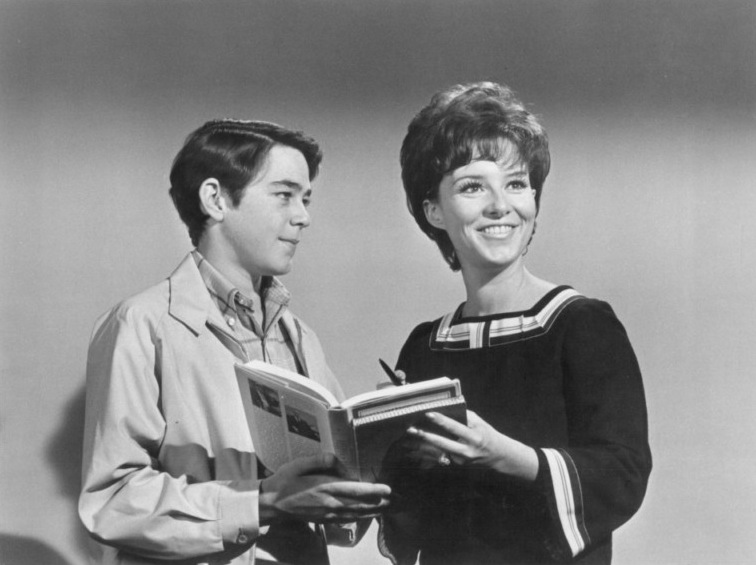
Avec Barry Williams, dans la série The Brady Bunch (1970, photo promotionnelle)

- 1961-1962 : Ombres sur le soleil (Follow the Sun)
  - Saison unique, 30 épisodes (intégrale) : Katherine Ann « Kathy » Richards
- 1964 : Lassie
  - Saison 10, épisodes 20 et 21 The Disappearance, Parts IV & V de John English : Jeannie Baldwyn
- 1964 : Gunsmoke ou Police des plaines (Gunsmoke ou Marshal Dillon)
  - Saison 10, épisode 11 Chicken d'Andrew V. McLaglen : Lucy
- 1966 : Tarzan
  - Saison 1, épisode 7 The Prodigal Puma de Paul Stanley : Sheri Kapinski
- 1967 : Le Cheval de fer (Iron Horse)
  - Saison 1, épisode 28 Death by Triangulation : Teresa Santandor
- 1970 : The Brady Bunch
  - Saison 1, épisode 17 The Undergraduate d'Oscar Rudolph : Mlle O'Hara
- 1974 : Auto-patrouille (Adam-12)
  - Saison 7, épisode 10 Credit Risk : Iris Cooley